# دهه ۶۹۰ (پیش از میلاد)

## رویدادها
- آشوریان به رهبری آشور بانیپال شهر شوش را تصرف و ویران کردند.